# Magnitud de las ondas de cuerpo
La magnitud de las ondas de cuerpo ({\displaystyle M_{b}}) es una forma de determinar el tamaño de un terremoto usando la amplitud de la onda de presión inicial para calcular la magnitud. La onda P es un tipo de onda de cuerpo que es capaz de viajar a través de la tierra a una velocidad de alrededor de 5 a 8 km/s, y es la primera onda de un terremoto que llega a un sismómetro. Debido a esto, el cálculo de la magnitud de las ondas de cuerpo puede ser el método más rápido para la determinación del tamaño de un terremoto que esté a una gran distancia del sismómetro.
Las limitaciones en el método de cálculo significa que la magnitud de las ondas de cuerpo se satura en torno a 6-6,5 {\displaystyle M_{b}}; es decir, esta magnitud se mantiene igual incluso cuando la magnitud de momento puede ser mayor.
En Chile Se conoce como Magnitud de Compresión, según el Centro Sismológico Nacional de Chile.